# Al-Hvarizmi
Abu Džafar Muhamad ibn Musa-al-Hvarizmi (perz. محمد بن موسی خوارزمی), rođen oko 780. godine u Horezmu (današnjoj Hivi, Uzbekistan), umro 850. godine; iranski je matematičar, geograf i astronom kojem se pripisuje uvođenje arapskih brojeva u matematiku.
No, on je samo zaslužan za prenošenje arapskih brojeva u Europu jer brojčani sustav bilježenja brojeva znamenkama od 0 do 9 vuče korijene iz Indije još oko 500. godine. Da nema tog sustava bilježenja brojeva bila bi nemoguća novija otkrića.
On se u svom djelu "Računanje s indijskim brojevima" pozabavio s tim sustavom i objasnio kako funkcionira. To je djelo prevedeno na latinski i prihvaćeno na Zapadu, a potom i u cijelom svijetu. Bavio se i drugim granama matematike. Sastavio je tablice za funkcije sinus i tangens. Zaslužan je kao autor prve knjige o algebri. U svom djelu "Računanje metodom upotpunjavanja i uravnoteženja" izložio je praktična pravila aritmetičkog računanja koristeći se postupcima koji su kasnije nazvani algebrom (od arapskog naziva knjige: "Hisâb al-'Jabr w-al-Mуqâbalah"). 
Dao je opću metodu (Al-Hvarizmijevo rješenje) za nalaženje dva korijena kvadratne jednadžbe:
{\displaystyle ax^{2}+bx+c=0\,} (gdje vrijedi: {\displaystyle {a\neq 0}\,});
i pokazao je da su korijeni
{\displaystyle x_{1}={\frac {-b+{\sqrt {b^{2}-4ac}}}{2a}}}
{\displaystyle x_{2}={\frac {-b-{\sqrt {b^{2}-4ac}}}{2a}}}

Njegov rad podržavao je kalif Al-Mamum, vladar muslimanskog carstva koje se protezalo od Indije do Sredozemlja, koji je za svoje vladavine (oko 820. godine) osnovao "Kuću mudrosti", akademiju u kojoj su se čuvali prijevodi važnih grčkih tekstova.
Među kasnijim matematičarima na koje je utjecao Al-Hvarizmi bili su Omar Hajjam, Leonardo Fibonacci iz Pise i magistar Jakob iz Firence, čija talijanska rasprava o matematici iz 1307. god, sadrži, kao i Leonardova djela, pet tipova kvadratnih jednadžbi, koje su se nalazile u djelima muslimanskih matematičara. Al-Khayyâmova algebra koja označava značajan napredak od Al-Hvarizmijeve algebre, sadrži geometrijska i algebarska rješenja jednadžbi drugog stupnja i jednu izvrsnu podjelu jednadžbi.

## Poznata djela
- Hisâb al-'Jabr w-al-Mуqâbalah
- Kitab al-Jam'a wal-Tafreeq bil Hisab al-Hindi (o aritmetici)
- Kitab Surat-al-Ard (o geografiji)
- Istikhraj Tarikh al-Yahud (o židovskom kalendaru)
- Kitab al-Tarikh (knjiga o povijesti)
- Kitab al-Rukhmat (o sunčanim satovima)

## Vanjske poveznice
- Al-Hvarizmi i algebra
- Muhamed Bin Musa Al-Hvarizmi
- Biografija